# Không gian compact địa phương
Không gian compact địa phương {\displaystyle X} là một không gian tôpô mà mọi phần tử {\displaystyle x} của {\displaystyle X} có một lân cận {\displaystyle V_{x}} của {\displaystyle x} chứa trong một tập compact {\displaystyle A\subset X}.

## Ví dụ

### Không gian Hausdroff compact
Mỗi không gian Hausdroff compact cũng là không gian compact địa phương.
Ví dụ
- Khoảng đóng {\displaystyle [0,1]}.
- Các đa tạp tôpô đóng.
- Tập Cantor.
- Không gian {\displaystyle \displaystyle {\prod _{i\in \mathbb {Z} ^{+}}[0,1]}} (Khối lập phương Hilbert).

### Không gian Hausdroff compact địa phương nhưng không compact
- Các không gian Euclid {\displaystyle \mathbb {R} ^{n}} là compact địa phương như là một hệ quả của định lý Heine-Borel.
- Không gian tôpô rời rạc là không gian compact địa phương và Hausdroff. Nếu lực lượng của nó là vô hạn thì nó là một không gian không compact.
- Tất cả các tập con mở hoặc đóng của một không gian Hausdorff compact địa phương thì compact địa phương trong không gian tôpô con. Điều này đưa đến một số ví dụ về tập con compact địa phương của không gian Euclid, chẳng hạn như các đĩa đơn vị mở.
- Tập hợp các số hữu tỉ không phải là compact địa phương vì nó Hausdorff nhưng mở rộng Alexandroff của nó thì không phải là Hausdroff.
- Không gian {\displaystyle \mathbb {Q} _{p}} của các số p-adic là compact địa phương bởi vì nó đồng phôi với tập Cantor trừ một điểm. Vì vậy không gian compact địa phương được sử dụng trong giải tích p-adic giải tích cổ điển.

## Phản ví dụ
- {\displaystyle \mathbb {Q} } là không compact địa phương, vì {\displaystyle (a,b)\cap \mathbb {Q} } trong {\displaystyle \mathbb {Q} } không compact theo dãy, dẫn đến mọi tập con compact của {\displaystyle \mathbb {Q} } là không đâu trù mật.

## Tính chất liên quan
- Không gian Hausdroff compact địa phương là chính tắc.
- Không gian Hausdroff {\displaystyle X} là compact địa phương khi và chỉ khi với mỗi phần tử của {\displaystyle X} thì tồn tại không gian con compact {\displaystyle C} trong {\displaystyle X} sao cho nó thuộc phần trong của {\displaystyle C}.
- Cho toàn ánh {\displaystyle f:X\rightarrow Y} liên tục và mở. Nếu {\displaystyle X} compact địa phương và {\displaystyle Y} Hausdroff thì {\displaystyle Y} compact địa phương.
- Nếu không gian tích là Hausdroff compact địa phương thì các không gian thành phần cũng Hausdroff compact địa phương.